# Lisa Marcos
Lisa Marcos (* 15. März 1982 in Toronto, Ontario) ist eine kanadische Schauspielerin.
Sie begann ihre Karriere im Alter von 12 Jahren als Model. Ihre Schauspielkarriere begann 2002 mit einer Gastrolle in Soul Food. Bekannt wurde sie für die Rolle der Charlie Marks in der Fernsehserie The Listener – Hellhörig.

## Filmografie (Auswahl)
- 2002: Soul Food (Fernsehserie, Folge 3x06 Stranger Than Fiction)
- 2002: Adventure Inc. – Jäger der vergessenen Schätze (Fernsehserie, Folge 1x01 Bride of the Sun)
- 2002: Mutant X (Fernsehserie, Folge 2x01 Past as Prologue)
- 2003: Insects – Die Brut aus dem All (Threshold, Fernsehfilm)
- 2003: Das Johannes Evangelium – Der Film (The Visual Bible: The Gospel of John)
- 2005: Das verrückte Tagebuch (Diary of a Mad Black Woman)
- 2005: Wer entführt Mr. King? (King’s Ransom)
- 2008: Flashpoint – Das Spezialkommando (Flashpoint, Fernsehserie, 4 Folgen)
- 2009: The Listener – Hellhörig (The Listener, Fernsehserie, 13 Folgen)
- 2010: Mother’s Day – Mutter ist wieder da (Mother's Day)
- 2010: Bones – Die Knochenjägerin (Bones, Fernsehserie, Folge 6x04 Der Kopf des Kopfgeldjägers)
- 2010: CSI: Miami (Fernsehserie, Folge 9x08 Happy Birthday)
- 2013–2014: Played (Fernsehserie, 13 Folgen)
- 2014: Hemlock Grove (Fernsehserie, 6 Folgen)
- 2015: Lost Girl (Fernsehserie, 5 Folgen)
- 2016: Shadowhunters (Fernsehserie, 3 Folgen)
- 2016: Rogue (Fernsehserie, 5 Folgen)
- 2016: Halcyon (Fernsehserie, Folge 1x01 Untouched)
- 2018: Designated Survivor (Fernsehserie, Folge 2x11 Grief)
- 2018–2019: On My Block (Fernsehserie, 5 Folgen)
- 2019: The Rookie (Fernsehserie, Folge 2x09 Breaking Point)
- 2025: Hello Beautiful